# لويس روبرتس
لويس روبرتس (بالإنجليزية: Lewes Roberts)‏ (و. 1596 – 1640 م) هو كاتب، وتاجر، وعالم اقتصاد، توفي في لندن، عن عمر يناهز 44 عاماً.